# Vandöfjärden
Vandöfjärden är Ålands största insjö, den ligger i kommunerna Finström och Saltvik cirka 20 kilometer norr om Mariehamn. Dess area är 5,2 kvadratkilometer och dess strandlinje 18 kilometer. Vandöfjärden ligger endast 0,1 meter över havet. Vid högt havsvattenstånd ändras utflödets strömriktning och sjön kan ses som en havsvik. Finlands miljöcentral räknar Vandöfjärden som sjö på sin webbplats Järviwiki men skriver emellertid att det är svårt att dra en gräns mellan vad som är sjö och havsvik på Åland. Bortsett från Vandöfjärden är Östra och Västra Kyrksundet Ålands största insjö.
Vandöfjärden rinner ut i Orrfjärden genom utflödet Kungsholmsströmmen i sjöns norra del som kallas Lillfjärden. Lillfjärden är starkt vassbevuxen och skiljs från övriga Vandöfjärden av det trånga Holmsundet. Sjön sträcker sig 4,8 kilometer i nord-sydlig riktning, och 2,2 kilometer i öst-västlig riktning. I sjöns södra del finns den cirka 1 hektar stora vassbeklädda ön Storgrynnan.
Vandöfjärden var i egenskap av sin storlek en av tre kandidater från Åland när Finlands miljöcentral 2011 utsåg Finlands landskapssjöar. De andra var den av allmänheten nominerade Inre fjärden och den slutgiltiga vinnaren Östra och Västra Kyrksundet.